# Hotel della stazione
Hotel della stazione (L'Hôtel de la gare) è un cortometraggio muto del 1914 diretto da Louis Feuillade. Fu l'esordio cinematografico di Édouard Mathé, un attore che sarebbe diventato uno dei preferiti di Feuillade, protagonista anche del serial Les Vampires.

## Produzione
Il film fu prodotto dalla Société des Etablissements L. Gaumont nel 1913.

## Distribuzione
Distribuito dalla Société des Etablissements L. Gaumont, il film uscì nelle sale cinematografiche francesi 20 febbraio 1914.